# 李紀 (嘉靖進士)
李紀（1522年—？），字邦陳，直隸鳳陽府泗州人，民籍，明朝政治人物。

## 生平
嘉靖十九年（1540年）庚子科應天府鄉試第三十九名舉人。嘉靖三十八年（1559年）中式己未科會試第二十一名，二甲第十六名進士。历官福建按察司佥事，隆慶元年（1567年）三月升本省右参议，四年十月升江西按察司副使、整饬饶州兵备，五年正月考察去职。

## 家族
曾祖李文春；祖父李彥華；父李忠，母劉氏。永感下。